# Fernão Alvarez do Oriente
Fernão Alvarez do Oriente, né à Goa au XVIe siècle et mort vers 1595, est un poète portugais.
Alvarez avait eu le commandement d’un bâtiment de guerre dans la flotte avec le secours de laquelle le vice-roi Antonio de Noronha avait été en décembre 1572 au secours de Damâo. Il servait avec le même grade à l’époque où partit la flotte commandée par Fernand Tellez, et qui fut expédiée vers la côte du nord par le gouverneur Antonio Moniz Bárrelo.
L’un des écrivains les plus élégants du Portugal, Alvarez do Oriente est de tous les poètes de cette époque celui qui se rapproche le plus, par le style, de l’auteur des Lusiades. Ce poète écrivait son œuvre vers 1595, et serait mort vers cette époque. Ce serait même cet événement qui aurait été cause des lacunes qu’on y remarque, puisqu'il n’est pas même achevé. En effet, son éditeur Domingos Fernandez déclare, dans le prologue, qu’il lui a fallu faire retoucher le livre par « gens de bon entendement ». La première édition ne parut qu’au XVIIe siècle, sous le titre de Lusitania transformada, composta por Fernão d’Alvares do Oriente, dirigida do ilustríssimo e mui excellente senhor D. Miguel de Menezes, marquez de Villa-Real, conde de Alcoutim e de Valença, senhor de Almeida, capitão mor e gouvernador de Ceita, impressa em Lisboa por Luiz Estupiñam, anno 1607 ; in-8°. Ce livre a été réimprimé pour la deuxième fois à Lisbonne en 1781, in-8° et, dit-on, revu avec goût.

## Source
- Ferdinand Hoefer, Nouvelle Biographie générale, t. 1-2, Paris, Firmin-Didot, 1877, p. 242.